# Lîsohirka, Camenița
Lîsohirka (în ucraineană Лисогірка) este un sat în comuna Humenți din raionul Camenița, regiunea Hmelnîțkîi, Ucraina.

## Demografie
Componența lingvistică a localității Lîsohirka
     Ucraineană (98,45%)
     Rusă (1,55%)
Conform recensământului din 2001, majoritatea populației localității Lîsohirka era vorbitoare de ucraineană (98,45%), existând în minoritate și vorbitori de rusă (1,55%).